# Ladevèze-Rivière
Ladevèze-Rivière är en kommun i departementet Gers i regionen Occitanien i sydvästra Frankrike. Kommunen ligger i kantonen Marciac som tillhör arrondissementet Mirande. År 2022 hade Ladevèze-Rivière 220 invånare.

## Befolkningsutveckling
Antalet invånare i kommunen Ladevèze-Rivière
Referens:INSEE